# ایست‌چستر (حوزه سرشماری)، نیویورک
ایست‌چستر (به انگلیسی: Eastchester) یک منطقهٔ مسکونی در ایالات متحده آمریکا است که در ایست‌چستر (شهر)، نیویورک  واقع شده‌است. ایست‌چستر ۸٫۹ کیلومتر مربع مساحت و ۱۹٬۵۵۴ نفر جمعیت دارد و ۶۷ متر بالاتر از سطح دریا واقع شده‌است.